# Aston Martin DB10
Aston Martin DB10 — купе, створене на замовлення для 24-го фільму про Джеймса Бонда 007: Спектр британським виробником автомобілів Aston Martin.

## Опис

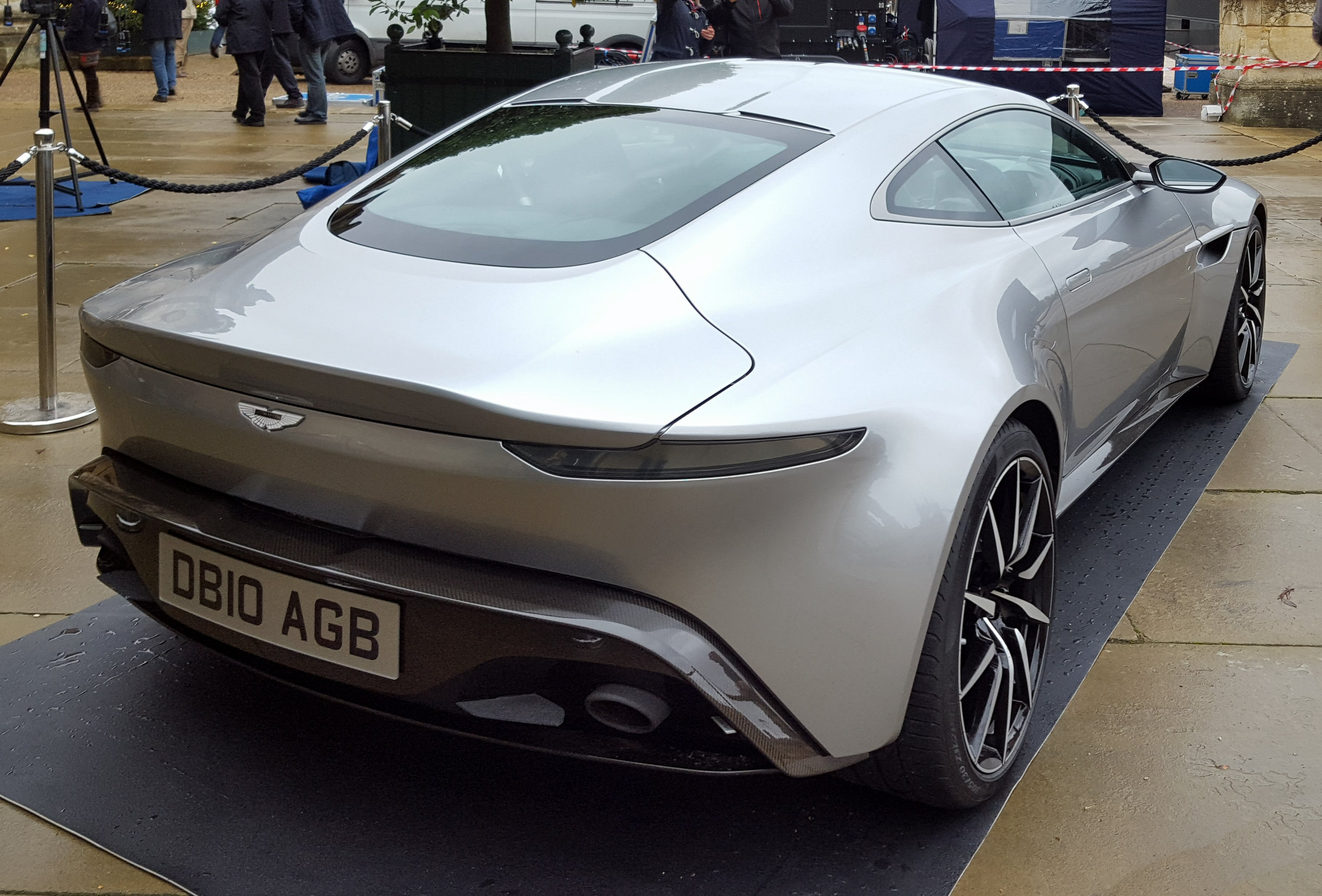
Aston Martin DB10 - вид ззаду

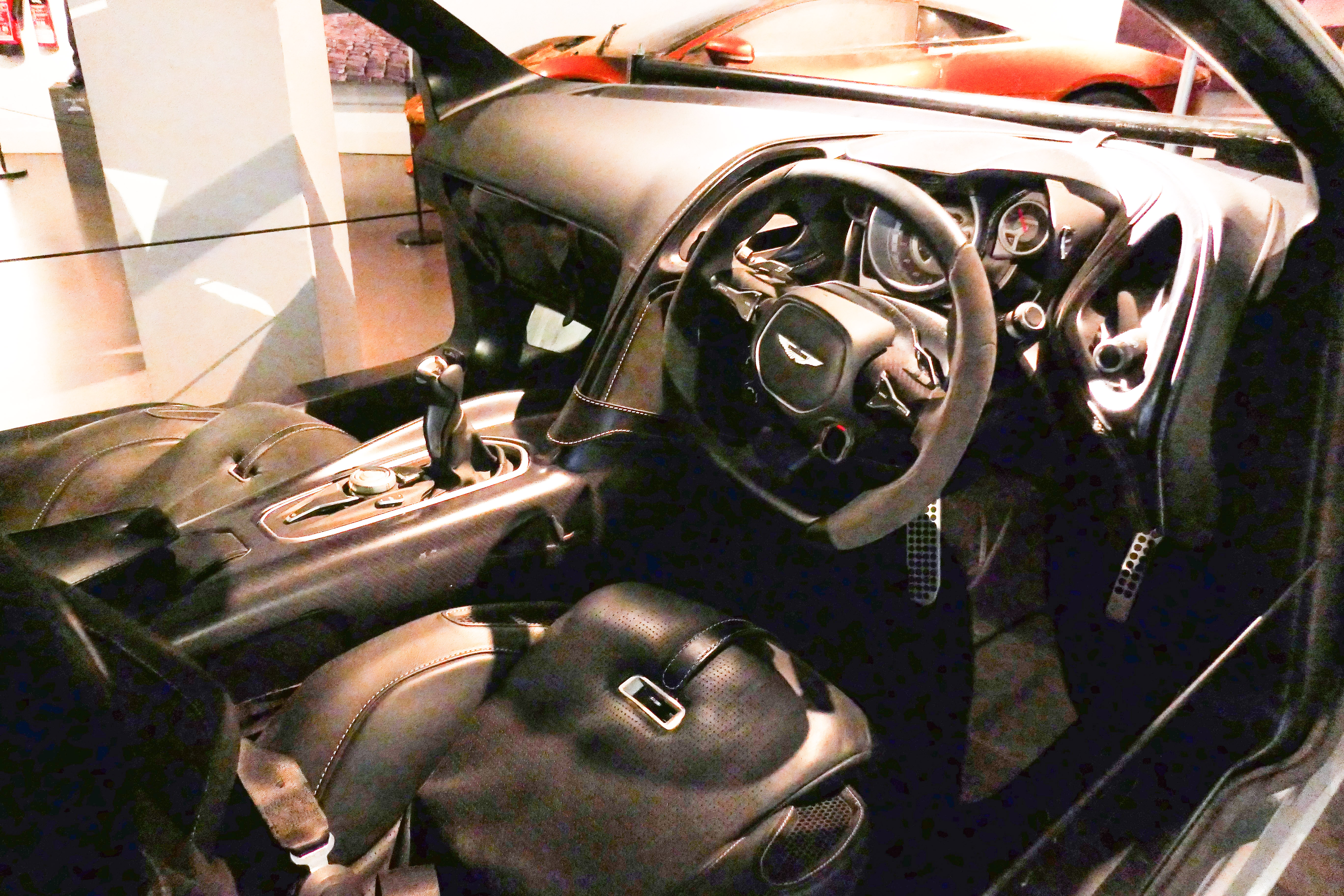

Автомобіль був представлений Семом Мендесом та Барбарою Брокколі, режисерами і продюсерами фільму 007: Спектр. Оприлюднення відбулося в рамках офіційної прес-конференції фільму на студії Pinewood, недалеко від Лондона, 4 грудня 2014 року.
Незабаром після церемонії відкриття в Pinewood Studios, Aston Martin також взяв участь у відкритті виставки "Bond In Motion" в музеї London Film у Ковент-Гардені. Автомобільна компанія святкувала п'ятдесятиріччя партнерства з франшизою, яке почалося з DB5, який використовувався у фільмі "Голдфінгер" (1964).
Усі десять автомобілів були ручної збірки, та були зібрані в Гейдоні.   
19 лютого 2016 року один з DB10 був проданий на аукціоні Christie's за £ 2,4 млн.

## Дизайн
Дизайн DB10 був розроблений конструктором компанії Астон Мартін Мареком Райхманом в співпраці с Семом Мендесом  спеціально для фільму. Всього було зроблено 10 автомобілів, вісім з яких брали участь у  фільмі, а останні два були побудовані для рекламних цілей.   